# Lissotesta bicarinata
Lissotesta bicarinata là một loài very ốc biển nhỏ, là động vật thân mềm chân bụng sống ở biển trong họ Turbinidae.